# مسابقات قهرمانی فوتبال زنان غرب آسیا
قهرمانی فوتبال زنان فدراسیون غرب آسیا یک رویداد چندجانبهٔ ورزشی بین تیم‌های ملی فوتبال است که توسط فدراسیون فوتبال غرب آسیا برگزار می‌شود. اولین دورهٔ این مسابقات در سال ۲۰۰۵ با شرکت تیم‌های ایران، سوریه، اردن، فلسطین و بحرین برگزار شد. در دوره‌های مختلف برگزارشده کشورهایی مانند یمن، قطر و امارات نیز شرکت داشته‌اند. اردن با ۵ عنوان قهرمانی پرافتخارترین تیم این دوره مسابقات می‌باشد. بعد از اردن تیم امارات با ۲ عنوان قهرمانی در رده دوم قرار دارند. همچنین مسابقات فوتسال مردان، فوتبال مردان و فوتبال زیر ۱۵ سال مردان نیز در قالب مسابقات غرب آسیا برگزار می‌شود.
تیم ایران در مسابقات سال ۲۰۱۴ شرکت نکرد و پس از آن از فدراسیون فوتبال غرب آسیا خارج شد و فدراسیون فوتبال آسیای مرکزی را تأسیس کرد و از آن پس در مسابقات قهرمانی فوتبال آسیای مرکزی شرکت می‌کند.

## خلاصه ادوار برگزار شده
| سال  | میزبان        |                   | فینال            | فینال       | فینال |                  | رده‌بندی           | رده‌بندی | رده‌بندی |
| سال  | میزبان        | قهرمان            | نتیجه            | نایب قهرمان | سومی  | نتیجه            | چهارمی            |         |         |
| ۲۰۰۵ | اردن          | اردن              | n/a              | ایران       | سوریه | n/a              | بحرین             |         |         |
| ۲۰۰۷ | اردن          | اردن              | n/a              | ایران       | لبنان | n/a              | سوریه             |         |         |
| ۲۰۱۰ | امارات متحده  | امارات متحدهٔ عربی | ۰–۱              | اردن        | بحرین | ۰–۳              | فلسطین            |         |         |
| ۲۰۱۱ | امارات متحده  | امارات متحدهٔ عربی | ۲–۲ (۵–۶ پنالتی) | ایران       | بحرین | ۰–۰ (۳–۴ پنالتی) | اردن              |         |         |
| ۲۰۱۴ | اردن          | اردن              | n/a              | فلسطین      | بحرین | n/a              | قطر               |         |         |
| ۲۰۱۹ | بحرین         | اردن              | n/a              | بحرین       | لبنان | n/a              | امارات متحدهٔ عربی |         |         |
| ۲۰۲۲ | اردن          | اردن              | n/a              | لبنان       | سوریه | n/a              | فلسطین            |         |         |
| ۲۰۲۴ | عربستان سعودی |                   |                  |             |       |                  |                   |         |         |

### قهرمان‌ها
| تیم               | عنوان قهرمانی                    | نایب قهرمان          | سومی                 | چهارمی         |
| ----------------- | -------------------------------- | -------------------- | -------------------- | -------------- |
| اردن              | ۵ (۲۰۰۵, ۲۰۰۷, ۲۰۱۴, ۲۰۱۹، ۲۰۲۲) | ۱ (۲۰۱۰)             |                      | ۱ (۲۰۱۱)       |
| امارات متحدهٔ عربی | ۲ (۲۰۱۰, ۲۰۱۱)                   |                      |                      | ۱ (۲۰۱۹)       |
| ایران             |                                  | ۳ (۲۰۰۵, ۲۰۰۷, ۲۰۱۱) |                      |                |
| بحرین             |                                  | ۱ (۲۰۱۹)             | ۳ (۲۰۱۰, ۲۰۱۱, ۲۰۱۴) | ۱ (۲۰۰۵)       |
| فلسطین            |                                  | ۱ (۲۰۱۴)             |                      | ۲ (۲۰۱۰، ۲۰۲۲) |
| لبنان             |                                  | ۱ (۲۰۲۲)             | ۲ (۲۰۰۷, ۲۰۱۹)       |                |
| سوریه             |                                  |                      | ۲ (۲۰۰۵، ۲۰۲۲)       | ۱ (۲۰۰۷)       |
| قطر               |                                  |                      |                      | ۱ (۲۰۱۴)       |